# Алс-Пратс-да-Рей
Алс-Пратс-да-Рей (кат. Els Prats de Rei) — муніципалітет, розташований в Автономній області Каталонія, в Іспанії. Код муніципалітету за номенклатурою Інституту статистики Каталонії — 81705. Знаходиться у районі (кумарці) Анойя (коди району — 06 та AI) провінції Барселона, згідно з новою адміністративною реформою перебуватиме у складі Центральної баґарії (округи). 

## Населення
Населення міста (у 2007 р.) становить 537 осіб (з них менше 14 років — 8%, від 15 до 64 — 68,2%, понад 65 років — 23,8%). У 2006 р. народжуваність склала 2 особи, смертність — 3 особи, зареєстровано 1 шлюб. У 2001 р. активне населення становило 252 особи, з них безробітних — 14 осіб.

Серед осіб, які проживали на території міста у 2001 р., 484 народилися в Каталонії (з них 376 осіб у тому самому районі, або кумарці), 53 особи приїхали з інших областей Іспанії, а 0 осіб приїхало з-за кордону. 

Університетську освіту має 9,2% усього населення. 

У 2001 р. нараховувалося 199 домогосподарств (з них 26,6% складалися з однієї особи, 25,1% з двох осіб,20,1% з 3 осіб, 20,1% з 4 осіб, 6% з 5 осіб, 1% з 6 осіб, 1% з 7 осіб, 0% з 8 осіб і 0% з 9 і більше осіб).

Активне населення міста у 2001 р. працювало у таких сферах діяльності : у сільському господарстві — 14,7%, у промисловості — 28,6%, на будівництві — 7,1% і у сфері обслуговування — 49,6%. 

 У муніципалітеті або у власному районі (кумарці) працює 178 осіб, поза районом — 117 осіб.

### Безробіття
У 2007 р. нараховувалося 16 безробітних (у 2006 р. — 14 безробітних), з них чоловіки становили 43,8%, а жінки — 56,2%.

## Економіка

### Підприємства міста

#### Промислові підприємства
| \| Промислові підприємства міста, за сферою діяльності \| Промислові підприємства міста, за сферою діяльності \| Промислові підприємства міста, за сферою діяльності \| \| Рік \| 2002 р. \| 2001 р. \| \| --------------------------------------------------- \| --------------------------------------------------- \| --------------------------------------------------- \| \| Енергетичні та водні ресурси \| 0% \| 0% \| \| Хімія та метали \| 0% \| 0% \| \| Переробка металів \| 33,3% \| 33,3% \| \| Продукти харчування \| 16,7% \| 16,7% \| \| Текстиль \| 16,7% \| 16,7% \| \| Виробництво меблів, видання \| 16,7% \| 16,7% \| \| Інше \| 16,7% \| 16,7% \| \| Усього підприємств \| 6 \| 6 \| |         |         |
| Промислові підприємства міста, за сферою діяльності |         |         |
| Рік | 2002 р. | 2001 р. |
| Енергетичні та водні ресурси | 0%      | 0%      |
| Хімія та метали | 0%      | 0%      |
| Переробка металів | 33,3%   | 33,3%   |
| Продукти харчування | 16,7%   | 16,7%   |
| Текстиль | 16,7%   | 16,7%   |
| Виробництво меблів, видання | 16,7%   | 16,7%   |
| Інше | 16,7%   | 16,7%   |
| Усього підприємств | 6       | 6       |

#### Роздрібна торгівля
| \| Підприємства роздрібної торгівлі міста, за сферою діяльності \| Підприємства роздрібної торгівлі міста, за сферою діяльності \| Підприємства роздрібної торгівлі міста, за сферою діяльності \| \| Рік \| 2002 р. \| 2001 р. \| \| ------------------------------------------------------------ \| ------------------------------------------------------------ \| ------------------------------------------------------------ \| \| Продукти харчування \| 37,5% \| 44,4% \| \| Одяг та взуття \| 12,5% \| 11,1% \| \| Товари для дому \| 0% \| 0% \| \| Книги та періодичні видання \| 0% \| 0% \| \| Промислова хімічна продукція \| 12,5% \| 11,1% \| \| Продукція, пов'язана з транспортними засобами \| 12,5% \| 11,1% \| \| Інше \| 25% \| 22,2% \| \| Усього підприємств \| 8 \| 9 \| |         |         |
| Підприємства роздрібної торгівлі міста, за сферою діяльності |         |         |
| Рік | 2002 р. | 2001 р. |
| Продукти харчування | 37,5%   | 44,4%   |
| Одяг та взуття | 12,5%   | 11,1%   |
| Товари для дому | 0%      | 0%      |
| Книги та періодичні видання | 0%      | 0%      |
| Промислова хімічна продукція | 12,5%   | 11,1%   |
| Продукція, пов'язана з транспортними засобами | 12,5%   | 11,1%   |
| Інше | 25%     | 22,2%   |
| Усього підприємств | 8       | 9       |

#### Сфера послуг
| \| Підприємства міста, що працюють у сфері послуг, за діяльністю \| Підприємства міста, що працюють у сфері послуг, за діяльністю \| Підприємства міста, що працюють у сфері послуг, за діяльністю \| \| Рік \| 2002 р. \| 2001 р. \| \| ------------------------------------------------------------- \| ------------------------------------------------------------- \| ------------------------------------------------------------- \| \| Гуртова торгівля \| 30,8% \| 28,6% \| \| Готелі та готельний бізнес \| 15,4% \| 14,3% \| \| Транспорт та зв'язок \| 7,7% \| 7,1% \| \| Посередницькі фінансові послуги \| 7,7% \| 7,1% \| \| Послуги підприємствам \| 0% \| 0% \| \| Послуги фізичним особам \| 38,5% \| 42,9% \| \| Нерухомість та ін. \| 0% \| 0% \| \| Усього підприємств \| 13 \| 14 \| |         |         |
| Підприємства міста, що працюють у сфері послуг, за діяльністю |         |         |
| Рік | 2002 р. | 2001 р. |
| Гуртова торгівля | 30,8%   | 28,6%   |
| Готелі та готельний бізнес | 15,4%   | 14,3%   |
| Транспорт та зв'язок | 7,7%    | 7,1%    |
| Посередницькі фінансові послуги | 7,7%    | 7,1%    |
| Послуги підприємствам | 0%      | 0%      |
| Послуги фізичним особам | 38,5%   | 42,9%   |
| Нерухомість та ін. | 0%      | 0%      |
| Усього підприємств | 13      | 14      |

## Житловий фонд
У 2001 р. 2,5% усіх родин (домогосподарств) мали житло метражем до 59 м2, 28,6% — від 60 до 89 м2, 37,7% — від 90 до 119 м2 і
31,2% — понад 120 м2.

З усіх будівель у 2001 р. 27,6% було одноповерховими, 62,3% — двоповерховими, 9,6
% — триповерховими, 0,4% — чотириповерховими, 0% — п'ятиповерховими, 0% — шестиповерховими,
0% — семиповерховими, 0% — з вісьмома та більше поверхами.

## Автопарк
| \| Автомобілі, зареєстровані у місті, за призначенням \| Автомобілі, зареєстровані у місті, за призначенням \| Автомобілі, зареєстровані у місті, за призначенням \| \| Рік \| 2006 р. \| 2005 р. \| \| -------------------------------------------------- \| -------------------------------------------------- \| -------------------------------------------------- \| \| Приватні автомобілі \| 67,5% \| 67,2% \| \| Мотоцикли \| 6,8% \| 6% \| \| Вантажівки \| 19% \| 20,1% \| \| Трактори \| 0,9% \| 1,4% \| \| Автобуси та ін. \| 5,9% \| 5,3% \| \| Усього автомобілів \| 458 шт. \| 433 шт. \| |         |         |
| Автомобілі, зареєстровані у місті, за призначенням |         |         |
| Рік | 2006 р. | 2005 р. |
| Приватні автомобілі | 67,5%   | 67,2%   |
| Мотоцикли | 6,8%    | 6%      |
| Вантажівки | 19%     | 20,1%   |
| Трактори | 0,9%    | 1,4%    |
| Автобуси та ін. | 5,9%    | 5,3%    |
| Усього автомобілів | 458 шт. | 433 шт. |

## Вживання каталанської мови
У 2001 р. каталанську мову у місті розуміли 99% усього населення (у 1996 р. — 99,5%), вміли говорити нею 93,4% (у 1996 р. — 
95,3%), вміли читати 92% (у 1996 р. — 90,7%), вміли писати 62,3
% (у 1996 р. — 50%). Не розуміли каталанської мови 1%.

## Політичні уподобання
У виборах до Парламенту Каталонії у 2006 р. взяло участь 299 осіб (у 2003 р. — 338 осіб). Голоси за політичні сили розподілилися таким чином:
| \| Вибори до Парламенту Каталонії \| Вибори до Парламенту Каталонії \| Вибори до Парламенту Каталонії \| \| Рік \| 2006 р. \| 2003 р. \| \| -------------------------------------- \| ------------------------------ \| ------------------------------ \| \| Конвергенція та Єднання (CiU) \| 54,8% \| 54,7% \| \| Соціалістична партія Каталонії (PSC) \| 11,4% \| 11,8% \| \| Народна партія (PP) \| 4,7% \| 5,9% \| \| Ініціатива за зелену Каталонію (IC) \| 4,3% \| 2,4% \| \| Республіканська лівиця Каталонії (ERC) \| 21,7% \| 23,1% \| \| Громадянська партія (C's) \| 0,3% \| 0% \| \| Інші \| 2,7% \| 2,1% \| |         |         |
| Вибори до Парламенту Каталонії |         |         |
| Рік | 2006 р. | 2003 р. |
| Конвергенція та Єднання (CiU) | 54,8%   | 54,7%   |
| Соціалістична партія Каталонії (PSC) | 11,4%   | 11,8%   |
| Народна партія (PP) | 4,7%    | 5,9%    |
| Ініціатива за зелену Каталонію (IC) | 4,3%    | 2,4%    |
| Республіканська лівиця Каталонії (ERC) | 21,7%   | 23,1%   |
| Громадянська партія (C's) | 0,3%    | 0%      |
| Інші | 2,7%    | 2,1%    |

У муніципальних виборах у 2007 р. взяло участь 358 осіб (у 2003 р. — 358 осіб). Голоси за політичні сили розподілилися таким чином:
| \| Муніципальні вибори \| Муніципальні вибори \| Муніципальні вибори \| \| Рік \| 2007 р. \| 2003 р. \| \| -------------------------------------- \| ------------------- \| ------------------- \| \| Конвергенція та Єднання (CiU) \| 36% \| 61,2% \| \| Соціалістична партія Каталонії (PSC) \| 20,9% \| 38,8% \| \| Народна партія (PP) \| 0,8% \| 0% \| \| Ініціатива за зелену Каталонію (IC) \| 0% \| 0% \| \| Республіканська лівиця Каталонії (ERC) \| 42,2% \| 0% \| \| Громадянська партія (C's) \| 0% \| 0% \| \| Інші \| 0% \| 0% \| |         |         |
| Муніципальні вибори |         |         |
| Рік | 2007 р. | 2003 р. |
| Конвергенція та Єднання (CiU) | 36%     | 61,2%   |
| Соціалістична партія Каталонії (PSC) | 20,9%   | 38,8%   |
| Народна партія (PP) | 0,8%    | 0%      |
| Ініціатива за зелену Каталонію (IC) | 0%      | 0%      |
| Республіканська лівиця Каталонії (ERC) | 42,2%   | 0%      |
| Громадянська партія (C's) | 0%      | 0%      |
| Інші | 0%      | 0%      |